# Campeonato Húngaro de Futebol de 1947–48
O Campeonato Húngaro de Futebol de 1947–48, denominada oficialmente de Nemzeti Bajnokság I 1947–48, foi a 45ª edição da competição máxima do futebol húngaro. O campeão foi o Csepel que conquistou seu 3º título húngaro. O artilheiro foi Ferenc Puskás do Kispest com 50 gols.

## Classificação
| Pos. | Equipes      | Pts | J  | V  | E | D  | GP | GC | SG  | Classificação ou Rebaixamento               |
| ---- | ------------ | --- | -- | -- | - | -- | -- | -- | --- | ------------------------------------------- |
| 1    | Csepel       | 52  | 32 | 24 | 4 | 4  | 73 | 32 | 41  | Campeão                                     |
| 2    | Vasas        | 51  | 32 | 22 | 7 | 3  | 76 | 31 | 45  |                                             |
| 3    | Ferencváros  | 50  | 32 | 23 | 4 | 5  | 77 | 39 | 38  |                                             |
| 4    | Kispest      | 48  | 32 | 21 | 6 | 5  | 82 | 42 | 40  |                                             |
| 5    | Újpest       | 44  | 32 | 18 | 8 | 6  | 83 | 43 | 40  |                                             |
| 6    | MTK          | 42  | 32 | 19 | 4 | 9  | 75 | 36 | 39  |                                             |
| 7    | Haladás      | 33  | 32 | 13 | 7 | 12 | 49 | 48 | 1   |                                             |
| 8    | MATEOSZ      | 31  | 32 | 11 | 9 | 12 | 42 | 42 | 0   |                                             |
| 9    | Salgótarjáni | 26  | 32 | 10 | 6 | 16 | 32 | 55 | –23 |                                             |
| 10   | Szentlőrinci | 25  | 32 | 8  | 9 | 15 | 38 | 63 | –25 |                                             |
| 11   | Győri        | 24  | 32 | 11 | 2 | 19 | 47 | 62 | –15 |                                             |
| 12   | Szegedi      | 24  | 32 | 9  | 6 | 17 | 30 | 55 | –25 |                                             |
| 13   | Elektromos   | 22  | 32 | 7  | 8 | 17 | 30 | 61 | –31 | Zona de rebaixamento à Nemzeti Bajnokság II |
| 14   | EMTK         | 22  | 32 | 9  | 4 | 19 | 33 | 72 | –39 | Zona de rebaixamento à Nemzeti Bajnokság II |
| 15   | Szolnoki     | 21  | 32 | 8  | 5 | 19 | 33 | 69 | –36 | Zona de rebaixamento à Nemzeti Bajnokság II |
| 16   | Debreceni    | 19  | 32 | 8  | 3 | 21 | 37 | 76 | –29 | Zona de rebaixamento à Nemzeti Bajnokság II |
| 17   | MOGÜRT       | 10  | 32 | 4  | 2 | 26 | 23 | 34 | –11 | Zona de rebaixamento à Nemzeti Bajnokság II |

## Premiação
| Campeonato Húngaro de 1947–48 |
| Hungria                       |
| ----------------------------- |
| CSEPEL Campeão (3º título)    |

## Artilheiros
| Pos. | Jogador          | Equipe      | Gols |
| ---- | ---------------- | ----------- | ---- |
| 1    | Ferenc Puskás    | Kispest     | 50   |
| 2    | Ferenc Deák      | Ferencváros | 41   |
| 3    | Gyula Szilágyi   | Vasas       | 40   |
| 4    | Ferenc Szusza    | Újpest      | 27   |
| 5    | Nándor Hidegkuti | MTK         | 21   |
| 5    | Béla Marosvári   | Csepel      | 21   |
| 7    | Gyula Bodola     | MTK         | 17   |
| 8    | Károly Bihari    | EMTK        | 15   |
| 8    | Béla Egresi      | Újpest      | 15   |
| 10   | Lajos Várnai     | Újpest      | 14   |